# Anthony Charteau
Anthony Charteau (Nantes, 4 de juny de 1979) és un ciclista francès, professional des del 2001 al 2013.
En el seu palmarès destaca una etapa a la Volta a Catalunya de 2005, la general del Tour de Langkawi de 2007 i la classificació general de la Muntanya del Tour de França de 2010.

## Palmarès
- 2005
  - Vencedor d'una etapa de la Volta a Catalunya
- 2006
  - 1r a la Polynormande
- 2007
  - 1r al Tour de Langkawi i vencedor d'una etapa
- 2010
  - 1r a la Tropicale Amissa Bongo i vencedor d'una etapa
  -  1r del Gran Premi de la Muntanya del Tour de França
- 2011
  - 1r a la Tropicale Amissa Bongo
  - Vencedor d'una etapa de la Ruta del Sud
- 2012
  - 1r a la Tropicale Amissa Bongo
- 2013
  - Vencedor d'una etapa del Tour de Normandia

### Resultats al Tour de França
- 2004. 103è de la classificació general
- 2006. 114è de la classificació general
- 2007. 136è de la classificació general
- 2010. 44è de la classificació general.  1r del Gran Premi de la Muntanya
- 2011. 52è de la classificació general

### Resultats a la Volta a Espanya
- 2005. 74è de la classificació general
- 2006. Abandona (10a etapa)

### Resultats al Giro d'Itàlia
- 2009. 104è de la classificació general
- 2010. Abandona (8a etapa)